# 方薰
方薰（1736年—1799年），字蘭坻，一字嬾儒，號蘭士，又號蘭如、蘭生、樗盦生、長青、語兒鄉農，浙江石門（今崇德）人，清代书画家。

## 生平
方槑之子。方薰幼敏慧，與父遊三吳。乾隆二十七年（1762）父方槑卒于嘉兴县梅里僧舍，葬于桐乡郭公桥，依父墓而居，事繼母至孝，後因家貧入贅梅里王家。阮元慕名相招，同去杭州。

## 作品
方薰性高逸狷介，善繪事，筆趣直追元人，主張“設色宜清不宜重”。與奚岡齊名，稱“方奚”。乾隆南巡時金德輿進獻的《太平歡樂圖冊》，即方薰所繪。書法褚遂良。著有《山靜居畫論》。

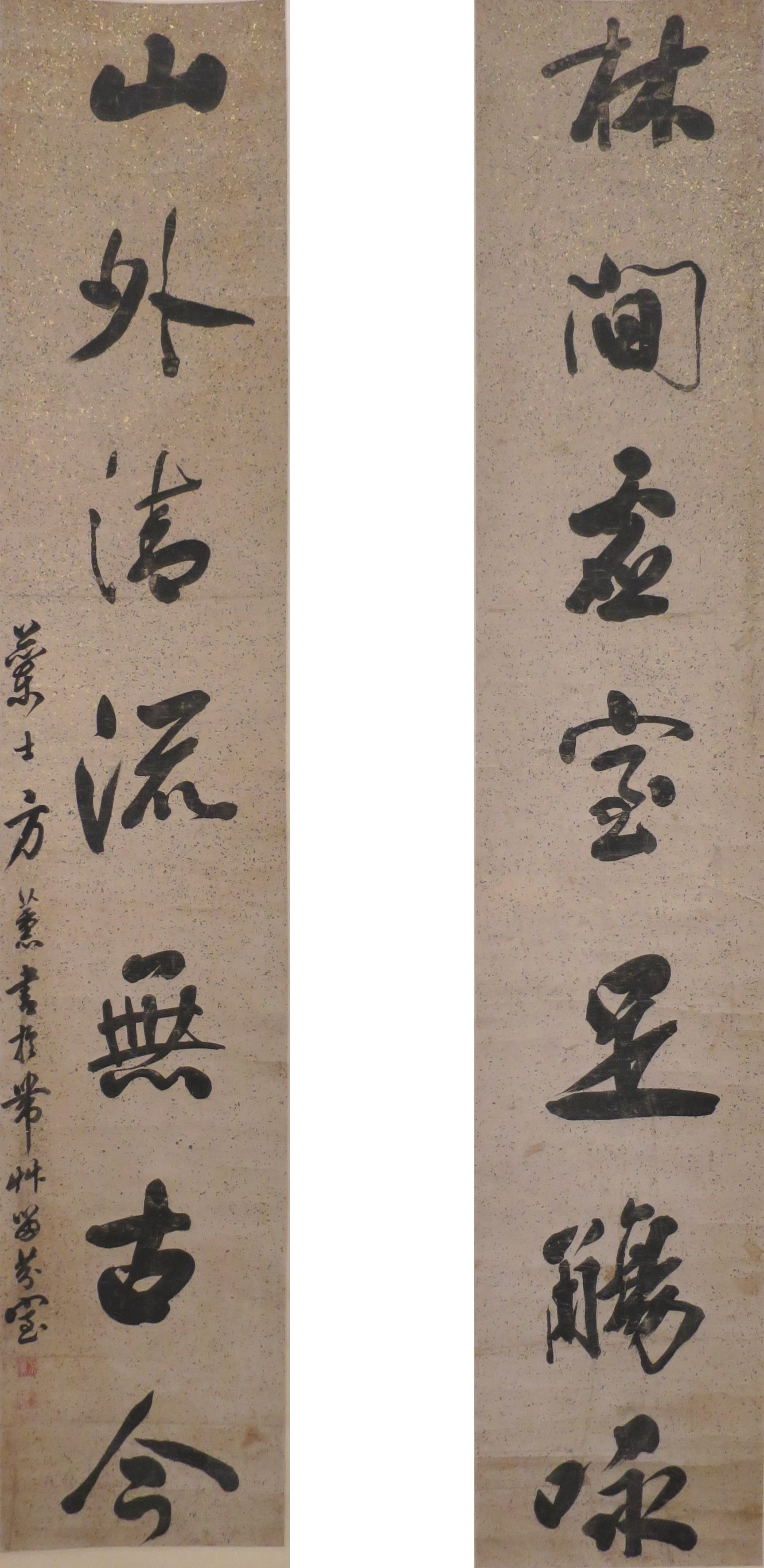
書法
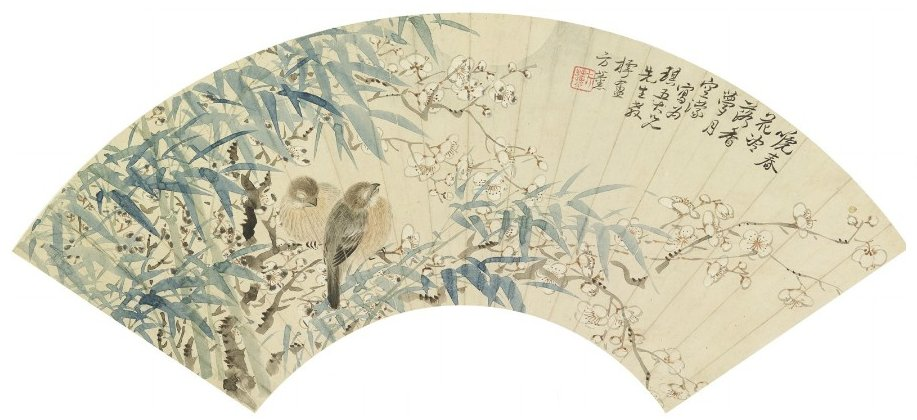
扇面